# Günther Lindinger
Eduard Günther Lindinger (* 12. Juli 1948 in Passau) ist ein ehemaliger deutscher Fußballspieler, der in der Saison 1969/70 ein Länderspiel für die Nationalmannschaft der Amateure absolviert hat. In der Runde 1970/71 hat der  Defensivspieler des 1. FC Passau in Reihen der Bayerischen Amateurauswahl den Wettbewerb des Länderpokals gewonnen.

## Karriere

### Vereine
Lindinger gewann am Saisonende 1967/68 mit seinem Verein 1. FC Passau die Meisterschaft in der Landesliga Bayern, Staffel Mitte und stieg somit in die 1. Amateurliga Bayern auf, in der er bis 1974 ununterbrochen spielte; in dieser Zeit bestritt er 173 Punktspiele, in denen er drei Tore erzielte. Mit dem vierten Platz am Saisonende 1973/74 belegte er mit seinen Mitspielern die beste Platzierung in der höchsten bayerischen Amateurklasse.
Zur Saison 1974/75 nahm er ein Angebot aus München an und wechselte zur Amateurmannschaft des FC Bayern München. Zu Saisonbeginn bestritt er das Erstrundenspiel im DFB-Pokal-Wettbewerb, das er mit seiner Mannschaft am 8. September 1974 beim VfB Lübeck mit 1:3 verlor. Langwierige Verletzungen verhinderten seine weitere sportliche Entwicklung, sodass er mit seiner Rückkehr nach Passau und nach einer zweijährigen Spielepause ab 1978 nochmals in der Landesliga Bayern, Staffel Mitte ein Comeback beim 1. FC Passau versuchte, jedoch an seine ehemalige Leistungsstärke nicht mehr anknüpfen konnte.

### Auswahl-/Nationalmannschaft
Nachdem sich die Auswahlmannschaft des Bayerischen Fußball-Verbandes im Jahr 1971 nach Erfolgen über die Auswahlmannschaften des Bremer Fußball-Verbandes (1:2, 6:0), des Hessischen Fußball-Verbandes (4:2, 3:1) und im Halbfinale über die des Fußball- und Leichtathletik-Verbandes Westfalen (4:0, 1:1) hatte durchsetzen können, gehörte der Mann aus Passau der Finalelf an, die am 11. Juli 1971 in Bayreuth der Auswahlmannschaft des Fußballverbandes Niederrhein – die sich gegen die Auswahlmannschaft des Südwestdeutscher Fußballverbandes (1:1, 6:1) mit Torhüter Wolfgang Kneib, Verteidiger Roland Kirsch und Mittelfeldspieler Hermann Bitz behauptet hatte – gegenüberstand. Die von BFV-Verbandstrainer Horst Stürze betraute Auswahl war im Endspiel mit Torhüter Adolf Ruff (SpVgg Bayreuth), Hans Rauh (SpVgg Bayreuth), Heiner Schuhmann (FC Augsburg), Alwin Fink (FC Augsburg), Walter Sohnle (FC Augsburg), Horst Pohl (FC Wacker München), Manfred Größler (SpVgg Bayreuth), Günter Gerling (1. FC Nürnberg), Günter Helgert (SpVgg Weiden), Herbert Horn (SpVgg Bayreuth) und Manfred Linz (SpVgg Weiden) angetreten. Hans Jörg (FC Kempten) und Günther Lindinger (1. FC Passau) wurden im Laufe der zweiten Halbzeit eingewechselt. In der dritten Minute der Verlängerung entschied Stürmer Günter Helgert von der SpVgg Weiden mit seinem Treffer zum 2:1 das Endspiel zugunsten seiner Auswahlmannschaft. Die niederrheinische Auswahlmannschaft war in der 29. Minute durch Klaus Wunder (MSV Duisburg) mit 1:0 in Führung gegangen, ehe Gerling in der 66. Minute der Ausgleich glückte. Durch die Leistungsträger Heiner Baltes, Reiner Hollmann, Benno Beiroth, Rudolf Seliger, Leonhard Helmreich und Klaus Wunder war der Niederrhein ein ebenbürtiger Finalgegner gewesen.
Am 21. Mai 1970 bestritt er in Helsinki sein einziges Länderspiel, das die Amateurnationalmannschaft des DFB gegen die Auswahlmannschaft Finnlands mit einem torlosen Unentschieden abschloss. Mit dem Mönchengladbacher Bundesligaspieler Hartwig Bleidick bildete er das Verteidigerpaar im Team mit Mitspielern wie Egon Schmitt, Dieter Zorc, Walter Sohnle, Dieter Mietz, Friedhelm Haebermann, Georg Beichle, Ewald Hammes, Edgar Schneider und Horst Pohl. Zu weiteren Länderspieleinsätzen kam er dann aber nicht mehr.

## Sonstiges
Lindinger ist Pharmazeut und gründete 1977 die „Wittelsbacher Apotheke“ in Passau, deren Leitung mittlerweile auf seinen Sohn überging.